# Поречье (Конаковский район)
Поречье — деревня в Конаковском районе Тверской области. Входит в состав Селиховского сельского поселения.

## География
Находится в юго-восточной части Тверской области на расстоянии приблизительно 8 км на юг по прямой от районного центра города Конаково.

## История
Известна с 1850-х годов. В 1859 году здесь (деревня Корчевского уезда Тверской губернии) было учтено 17 дворов.

## Население
Численность населения: 130 человек (1859 год), 13 (русские 100 %) в 2002 году, 7 в 2010.